# Дворжецкий, Евгений Вацлавович
Евге́ний Ва́цлавович Дворже́цкий (12 июля 1960, Горький — 1 декабря 1999, Москва) — советский и российский актёр театра и кино и телеведущий. Заслуженный артист Российской Федерации (1997).

## Биография
Родился 12 июля 1960 года в Горьком, в семье актёра Вацлава Яновича Дворжецкого (1910—1993) и главного режиссёра Горьковского театра юного зрителя Ривы Яковлевны Левите (1922—2019).
В 1982 году окончил театральное училище имени Щукина. Снимался в кино с 1980 года, но популярность пришла в конце 1980-х гг. после роли в фильме «Узник замка Иф».
Актёр Центрального детского театра (позже — РАМТ), участвовал в постановках театра на Малой Бронной и театра «Школа современной пьесы».
С 1996 года работал на телевидении. Был ведущим программ «Бесконечное путешествие» (1996—1997, РТР), «Про фото» (1998—1999, «Культура»), «Пойми меня» (1996, 1999, НТВ), «Золотой шар» (1999, REN-TV), «Семь бед — один ответ» (1999, ОРТ). Был голосом анонсов и программы передач на телеканале НТВ с 1997 по конец 1999 года (совместно с Константином Кошкиным и Любовью Германовой).

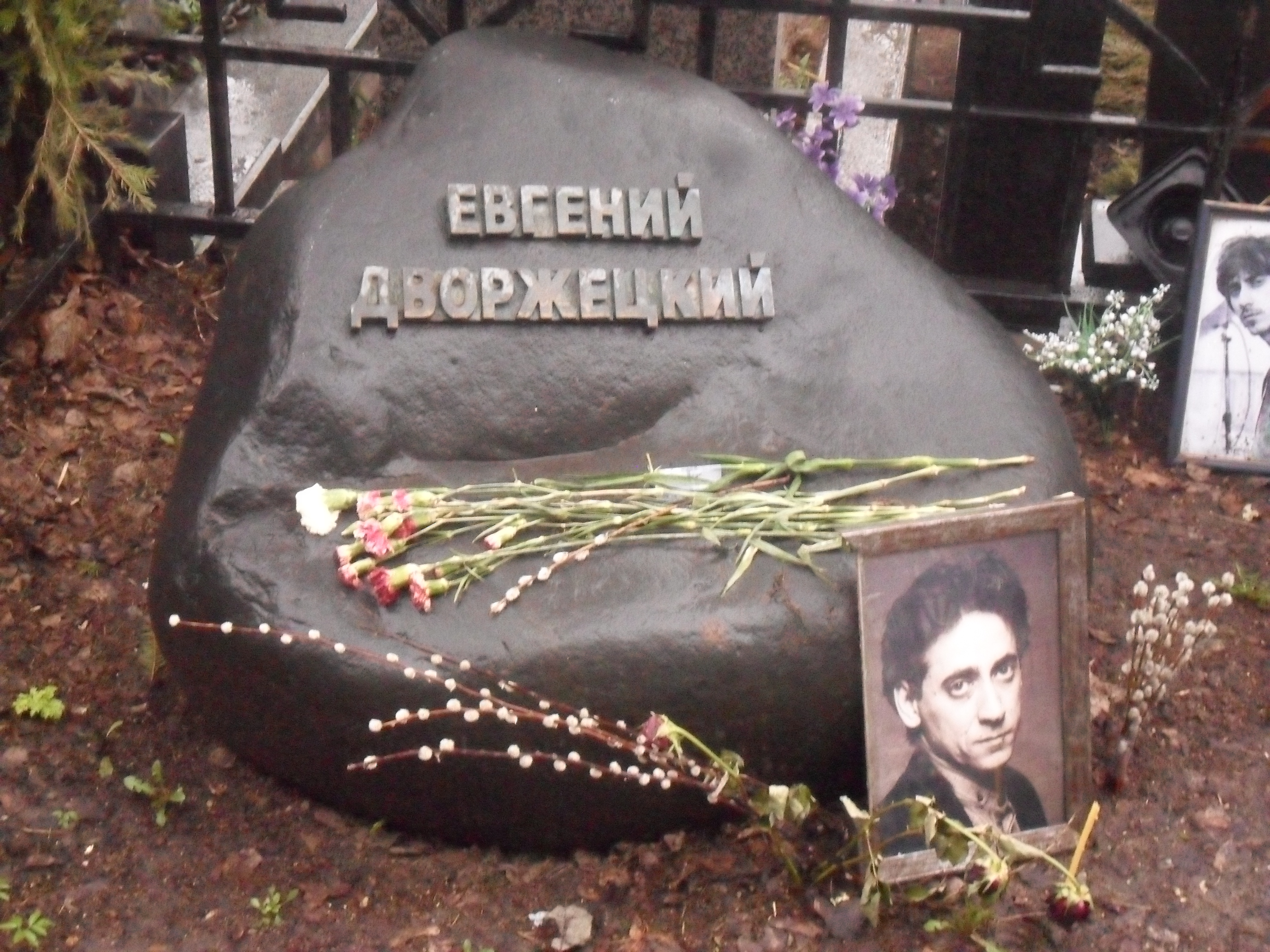
Могила Дворжецкого на Ваганьковском кладбище.

Утром 1 декабря 1999 года поехал на своём автомобиле ВАЗ-2109 на консультацию в Институт иммунологии; врачи подозревали у него наличие бронхиальной астмы, но диагноз не подтвердился. На радостях на обратной дороге, на улице Москворечье, актёр хотел позвонить жене. Набирая номер, не заметил знака «Уступи дорогу» и столкнулся с грузовиком ЗИЛ 5301 «Бычок». Удар пришёлся на левую часть машины, и от полученных травм актёр скончался мгновенно. Находившийся в автомобиле пассажир «девятки», друг, ученик и коллега Дворжецкого по РАМТу 23-летний актёр Константин Карасик, сидевший в правой части машины, остался в живых.
Похоронен на Ваганьковском кладбище в Москве.

## Семья
Единокровный брат — актёр Владислав Дворжецкий (1939—1978).
Жена — актриса Нина Дворжецкая (род. 1961).
Дочь — Анна Дворжецкая (род. 1990), актриса РАМТ, лауреат премий «Хрустальная Турандот» (2013) и «Золотой лист» (2011). Сын — Михаил Дворжецкий (род. 1999).

## Фильмография
- 1980 — Двадцать шесть дней из жизни Достоевского — Паша Исаев, пасынок Достоевского
- 1982 — Кафедра — студент
- 1983 — Нежный возраст — Кир Лопухов
- 1984 — Два гусара — обожатель Анны Фёдоровны
- 1985 — День гнева — Немой
- 1985 — Танцплощадка — Костя
- 1986 — Михайло Ломоносов — Пюттер
- 1986 — Лермонтов — знакомый Лермонтова
- 1987 — Поражение — Ричард, аспирант
- 1988 — Диссидент — Автор
- 1988 — Узник замка Иф — Эдмон Дантес в молодости / Альбер де Морсер
- 1989 — Вход в лабиринт — Азраэль
- 1991 — По Таганке ходят танки — эпизод
- 1992 — Риск без контракта — Карим
- 1993 — Мечты идиота — Шура Балаганов
- 1993 — О ней, но без неё
- 1993 — Раскол — Ю. О. Мартов
- 1993 — Благотворительный бал
- 1994 — Хаги-Траггер — журналист
- 1996 — Последний курьер — Грегорьев
- 1997 — Королева Марго — Генрих Анжуйский
- 1997 — Графиня де Монсоро — Генрих III (король Франции)
- 1998 — Сибирский цирюльник — террорист
- 1999 — Д. Д. Д. Досье детектива Дубровского — ассистент Часового
- 1999 — Максимилиан — Ваха, террорист

### Озвучивание
- 1995 — Крестоносец — Александр Конов (Александр Иншаков)
- 1997 — Голоса — Рассказчик, озвучивание
- 1997 — Королева Марго (ТВ) — Франциск Алансонский (роль Виктора Аболдуева)

### Киножурналы
- «Ералаш» (Завтрак аристократа) — аристократ (волшебник)

## Участие в телевизионных передачах
- 1998 — «От винта!» (телеканал НТВ) — приглашённый гость

## Театральные работы

### Российский академический молодёжный театр
- «Фауст» И. В. Гёте — Фауст
- «Мы играем Маяковского»
- «Ловушка-46, рост второй» Ю. П. Щекочихина — Интер
- «Предсказание Эгля» по А. С. Грину — Эгль
- «Сон с продолжением» С. В. Михалкова — Мило
- «Снежная королева» Е. Л. Шварца — Сказочник
- «Баня» В. В. Маяковского — Исак Бельведонский
- «Король Лир» Шекспира — Эдмунд
- «Приключения Тома Сойера» М. Твена — Индеец Джо
- «Любовь к трём апельсинам» К. Гоцци — Панталоне
- «Береника» Ж. Расина — Тит
- «Капитанская дочка» А. С. Пушкина — Алексей Иванович Швабрин
- «Принцесса Грёза» Э. Ростана — Принц
- «Между небом и землёй жаворонок вьётся» Ю. П. Щекочихина — Терехов
- «Крестики-нолики» — Ледик

### Московский драматический театр на Малой Бронной
- «Король Лир» Шекспира — Шут

### «Школа современной пьесы»
- «Антигона в Нью-Йорке» Я. Гловацкого — Пхелка
- «Чайка» А. П. Чехова — Семён Семёнович Медведенко
- «Затерянные в раю» — Арман
- «Дон Кихот» — Дон Кихот